# FC Karviná
FC Karviná (celým názvem: Football Club Karviná) byl český fotbalový klub, který sídlil v Karviné v Moravskoslezském kraji. Založen byl v roce 1952. Před sezónou 1994/95 došlo ke sloučení Kovony Karviná a klubu FC Vítkovice v nový klub, s názvem FC Karviná/Vítkovice, který hrál 2. ligu. Po roce došlo opět k rozdělení, 2. liga ale zůstala v Karviné, kde klub pokračoval pod názvem FC Karviná. FC Karviná vybojoval dokonce postup do 1. fotbalové ligy 1996/97, ze které ale okamžitě sestoupil, když obsadil 15. místo. V následující sezóně si vybojoval postup zpět, ale ani v sezóně 1998/99 se mu nedařilo, skončil na 16. místě a opět sestoupil. Před sezónou 1996/97 došlo ke spojení klubů KD Karviná a FC Karviná v jediný subjekt – FC Karviná. V sezóně 2000/01 sestoupila FC Karviná do MSFL, v následující sezóně do divize a v sezóně 2002/03 zanikla.
Nejvyšší návštěva Karviné na domácím hřišti se uskutečnila 17. listopadu 1996 se Spartou, kdy zavítalo do ochozů 11 624 diváků. Venku sledovalo Karvinou nejvíce diváků 11. června 1997 v Brně Za Lužánkami, kde na zápas posledního kola ročníku 1996/97 přišlo 24 811 diváků.

## Historické názvy
- 1952 – založení[1]
- TJ Spartak Kovona Karviná (Tělovýchovná jednota Spartak Kovona Karviná)
- 1993 – Kovona Karviná
- 1994 – fúze s FC Kovkor Vítkovice ⇒ FC Karviná/Vítkovice (Football Club Karviná/Vítkovice)
- 1995 – znovu oddělení ⇒ FC Karviná (Football Club Karviná)
- 1996 – fúze s KD Karviná ⇒ název nezměněn
- 2003 – zánik

## Umístění v jednotlivých sezonách
Stručný přehled
Zdroj: 
- 1992–1993: Slezský župní přebor
- 1993–1994: Divize E
- 1994–1996: 2. liga
- 1996–1997: 1. liga
- 1997–1998: 2. liga
- 1998–1999: 1. liga
- 1999–2001: 2. liga
- 2001–2002: Moravskoslezská fotbalová liga
- 2002–2003: Divize E

Jednotlivé ročníky
Zdroj: 
Legenda: Z - zápasy, V - výhry, R - remízy, P - porážky, VG - vstřelené góly, OG - obdržené góly, +/- - rozdíl skóre, B - body, červené podbarvení - sestup, zelené podbarvení - postup, fialové podbarvení - reorganizace, změna skupiny či soutěže
| Československo (1992 – 1993) |                                |        |    |    |   |    |    |     |      |    |        |
| Sezóny                       | Liga                           | Úroveň | Z  | V  | R | P  | VG | OG  | +/−  | B  | Pozice |
| 1992/93                      | Slezský župní přebor           | 5      | 30 | 18 | 9 | 3  | 41 | 18  | +23  | 45 | 1.     |
| Česko (1993 – 2003)          |                                |        |    |    |   |    |    |     |      |    |        |
| Sezóna                       | Liga                           | Úroveň | Z  | V  | R | P  | VG | OG  | +/−  | B  | Pozice |
| 1993/94                      | Divize E                       | 4      | 30 | 9  | 6 | 15 | 32 | 44  | −12  | 24 | 14.    |
| 1994/95                      | 2. liga                        | 2      | 34 | 13 | 5 | 16 | 58 | 48  | +10  | 44 | 12.    |
| 1995/96                      | 2. liga                        | 2      | 30 | 17 | 6 | 7  | 36 | 18  | +18  | 57 | 1.     |
| 1996/97                      | 1. liga                        | 1      | 30 | 6  | 7 | 17 | 25 | 50  | −25  | 25 | 15.    |
| 1997/98                      | 2. liga                        | 2      | 28 | 18 | 3 | 7  | 49 | 17  | +32  | 57 | 2.     |
| 1998/99                      | Gambrinus liga                 | 1      | 30 | 6  | 5 | 19 | 28 | 55  | −27  | 23 | 16.    |
| 1999/00                      | 2. liga                        | 2      | 30 | 8  | 9 | 13 | 44 | 48  | −4   | 33 | 11.    |
| 2000/01                      | 2. liga                        | 2      | 30 | 5  | 3 | 22 | 33 | 70  | −37  | 18 | 15.    |
| 2001/02                      | Moravskoslezská fotbalová liga | 3      | 30 | 8  | 4 | 18 | 28 | 47  | −19  | 28 | 16.    |
| 2002/03                      | Divize E                       | 4      | 30 | 3  | 4 | 23 | 17 | 122 | −105 | 13 | 16.    |

Poznámky
- 1993/94: Klub se po sezóně slučuje s Vítkovicemi do FC Karviná/Vítkovice, 2. liga po rozdělení připadá Karviné.
- 1994/95: Klub hrál v sezóně 1994/95 pod názvem FC Karviná/Vítkovice.

## Osobnosti klubu
- René Bolf
- Jan Laštůvka
- Marek Poštulka
- Vítězslav Tuma
- Stanislav Vlček

## FC Karviná „B“
FC Karviná „B“ byl rezervní tým Karviné. Klub vznikl v roce 1996 z bývalého týmu KD Karviné. Největšího úspěchu dosáhl klub v sezóně 1996/97, kdy se v Divizi E (4. nejvyšší soutěž) umístil na 3. místě.

### Umístění v jednotlivých sezonách
Stručný přehled
Zdroj: 
- 1996–2000: Divize E

Jednotlivé ročníky
Zdroj: 
| Česko (1996–2000) |          |        |    |    |   |    |    |    |     |    |        |
| Sezóny            | Liga     | Úroveň | Z  | V  | R | P  | VG | OG | +/− | B  | Pozice |
| 1996/97           | Divize E | 4      | 30 | 16 | 4 | 10 | 55 | 28 | +27 | 52 | 3.     |
| 1997/98           | Divize E | 4      | 30 | 10 | 8 | 12 | 44 | 44 | 0   | 38 | 7.     |
| 1998/99           | Divize E | 4      | 30 | 8  | 9 | 13 | 44 | 46 | −2  | 33 | 13.    |
| 1999/00           | Divize E | 4      | 30 | 10 | 6 | 14 | 31 | 41 | −10 | 36 | 10.    |